# Melipotis cinis
Melipotis cinis là một loài bướm đêm trong họ Erebidae.